# 自由ケ丘 (北九州市)
自由ケ丘（じゆうがおか）は福岡県北九州市八幡西区の町。住居表示実施済み。郵便番号は807-0867。

## 地理
八幡西区の北部西側に位置し、北に浅川台、北東に藤原、東に大浦、南に折尾、南西に日吉台、西に大字浅川と接する。

## 地域の特徴
南部を国道199号（本城バイパス）が東西に走り、北部の1番街区と南部の2番街区を分ける。東縁には市道折尾青葉台線（学園大通り）が走る。
全域が学校法人福原学園の校地となっており、九州共立大学，九州女子大学，九州女子短期大学，自由ケ丘高等学校，九州女子大学附属自由ケ丘幼稚園，折尾ドライビングスクールがある。

## 歴史
大字浅川の字高尾，字蠣灰、大字本城の字大浦、大字折尾の字三本松などと呼ばれていた地域。1947年（昭和22年）の福原高等学院開校を皮切りに地区の開発が始まった。

### 沿革
- 1980年（昭和55年）6月1日 - 自由ケ丘新設[4][5]。

### 町名の変遷
| 実施内容          | 実施年月日               | 実施後   | 実施前                               |
| ----------------- | ------------------------ | -------- | ------------------------------------ |
| 町名新設 住居表示 | 1980年（昭和55年）6月1日 | 自由ケ丘 | 大字浅川，大字折尾，大字折尾の各一部 |

## 世帯数と人口
2025年（令和7年）3月31日現在（北九州市発表）の世帯数と人口は以下の通りである。
| 町       | 世帯数 | 人口 |
| -------- | ------ | ---- |
| 自由ケ丘 | 1世帯  | 1人  |

### 人口の変遷
国勢調査による人口の推移。
| 1995年（平成7年）  | 470人 | [ 6 ]  |  |
| 2000年（平成12年） | 318人 | [ 7 ]  |  |
| 2005年（平成17年） | 263人 | [ 8 ]  |  |
| 2010年（平成22年） | 213人 | [ 9 ]  |  |
| 2015年（平成27年） | 118人 | [ 10 ] |  |
| 2020年（令和2年）  | -人   | [ 11 ] |  |

### 世帯数の変遷
国勢調査による世帯数の推移。
| 1995年（平成7年）  | 25世帯 | [ 6 ]  |  |
| 2000年（平成12年） | 24世帯 | [ 7 ]  |  |
| 2005年（平成17年） | 21世帯 | [ 8 ]  |  |
| 2010年（平成22年） | 10世帯 | [ 9 ]  |  |
| 2015年（平成27年） | 3世帯  | [ 10 ] |  |
| 2020年（令和2年）  | -世帯  | [ 11 ] |  |

## 学区
市立小・中学校に通う場合、学区は以下の通りとなる。
| 町       | 街区 | 小学校                 | 中学校               |
| -------- | ---- | ---------------------- | -------------------- |
| 自由ケ丘 | 1番  | 北九州市立浅川小学校   | 北九州市立浅川中学校 |
| 自由ケ丘 | 2番  | 北九州市立折尾西小学校 | 北九州市立則松中学校 |

## 交通

### バス
域内のバス停と系統は以下のとおりである。
| 運行事業者 | 運行事業者   | 北九州市交通局 | 北九州市交通局 | 北九州市交通局 | 北九州市交通局 | 北九州市交通局 | 北九州市交通局 | 北九州市交通局 | 北九州市交通局      |
| 系統       | 系統         | 54             | 61循           | 64             | 65             | 70             | 90             | 91             | 臨時 グリーンパーク |
| 停留所     | 九州共立大前 | ○              | ○              | ○              | ○              | ○              | ○              | ○              | ○                   |

### 道路
- 国道199号（本城バイパス）

## 施設

### 教育施設
- 九州共立大学
- 九州女子大学
- 九州女子短期大学
- 自由ケ丘高等学校
- 九州女子大学付属自由ケ丘幼稚園
- 折尾ドライビングスクール

### 公園
- 自由ヶ丘公園

### その他
- 九州電力送配電 浅川変電所